# Hypagyrtis baldensis
Hypagyrtis baldensis är en fjärilsart som beskrevs av Wolfsberger 1966. Hypagyrtis baldensis ingår i släktet Hypagyrtis och familjen mätare. Inga underarter finns listade i Catalogue of Life.